# Château de Mödders
Le château de Mödders (en allemand : Gutshaus Mödders, en estonien : Mõdriku mõis) est un ancien petit château seigneurial qui se trouvait dans le domaine de Mödders (aujourd’hui village de Mõdriku), appartenant à la paroisse de Sankt-Jakobi, dans le Wierland occidental. Il se trouve aujourd’hui en Estonie dans la commune de Vinni (autrefois : Finn).

## Historique
Le domaine est mentionné en 1470 et appartient à la famille von Bracke. Un village de paysans s’établit autour du petit manoir. Il passe au XVIIe siècle aux von Stackelberg, mais c’est la famille von Kaulbars qui fait construire un petit château classique avec des éléments baroques en pierres, lorsqu’elle acquiert la propriété en 1770. Les terres de Mödders et son petit château deviennent la propriété de la famille von Dehn en 1894 et son dernier propriétaire est le baron Georg von Dehn, avant d’être exproprié en 1919, lorsque la nouvelle république estonienne nationalise les biens de la noblesse terrienne.
Le château actuel a été construit en 1780. C’est devenu une école supérieure en 1927.